# Código de Trânsito Brasileiro

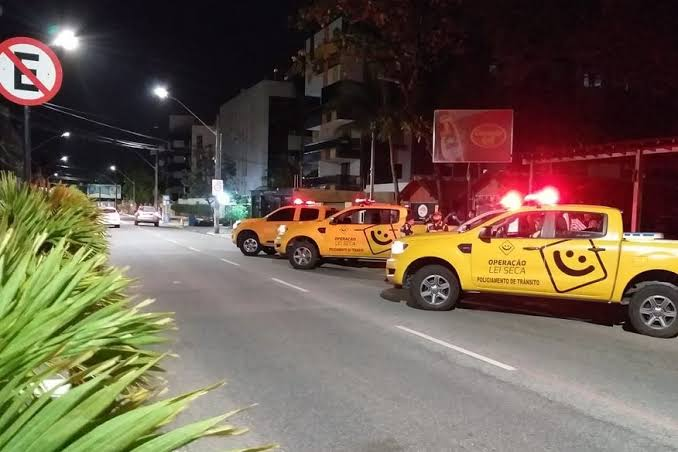
Viaturas de policiamento de transito do Departamento Estadual de Trânsito da Paraíba durante Operação Lei Seca

O Código de Trânsito Brasileiro (CTB) define atribuições das diversas autoridades e órgãos ligados ao trânsito, fornece diretrizes para a Engenharia de Tráfego e estabelece normas de conduta, infrações e penalidades para diversos usuários deste sistema.

## Histórico
O primeiro Código Nacional de Trânsito foi instituído pelo Decreto Lei n. 2 994, em 28 de janeiro de 1941, e disciplinava a circulação de veículos automotores de qualquer natureza, nas vias terrestres, abertas à circulação pública, em qualquer ponto do território nacional. Esse Código teve pouca duração, apenas oito meses, sendo revogado pelo Decreto Lei n. 3 651, de 25 de setembro de 1941, que lhe deu nova redação criando o Conselho Nacional de Trânsito (CONTRAN). 
O Segundo Código Nacional de Trânsito (Decreto-Lei n. 3 651/41) teve vigência por mais de 20 anos e foi revogado em 1966, pela Lei n. 5 108/66, composta de 131 artigos, de 21 de setembro de 1966, com alterações posteriores. 
Em 23 de setembro de 1997, foi promulgada, pelo Congresso Nacional, a Lei nº 9 503, que instituiu o Código de Trânsito Brasileiro, substituindo o Código Nacional de Trânsito. A lei foi sancionada pela Presidência da República, entrando em vigor em 22 de janeiro de 1998 e estabelecendo, logo em seu artigo primeiro, aquela que seria a maior de suas diretrizes, qual seja, a de que o "trânsito seguro é um direito de todos e um dever dos órgãos e entidades do Sistema Nacional de Trânsito".

## O código atual

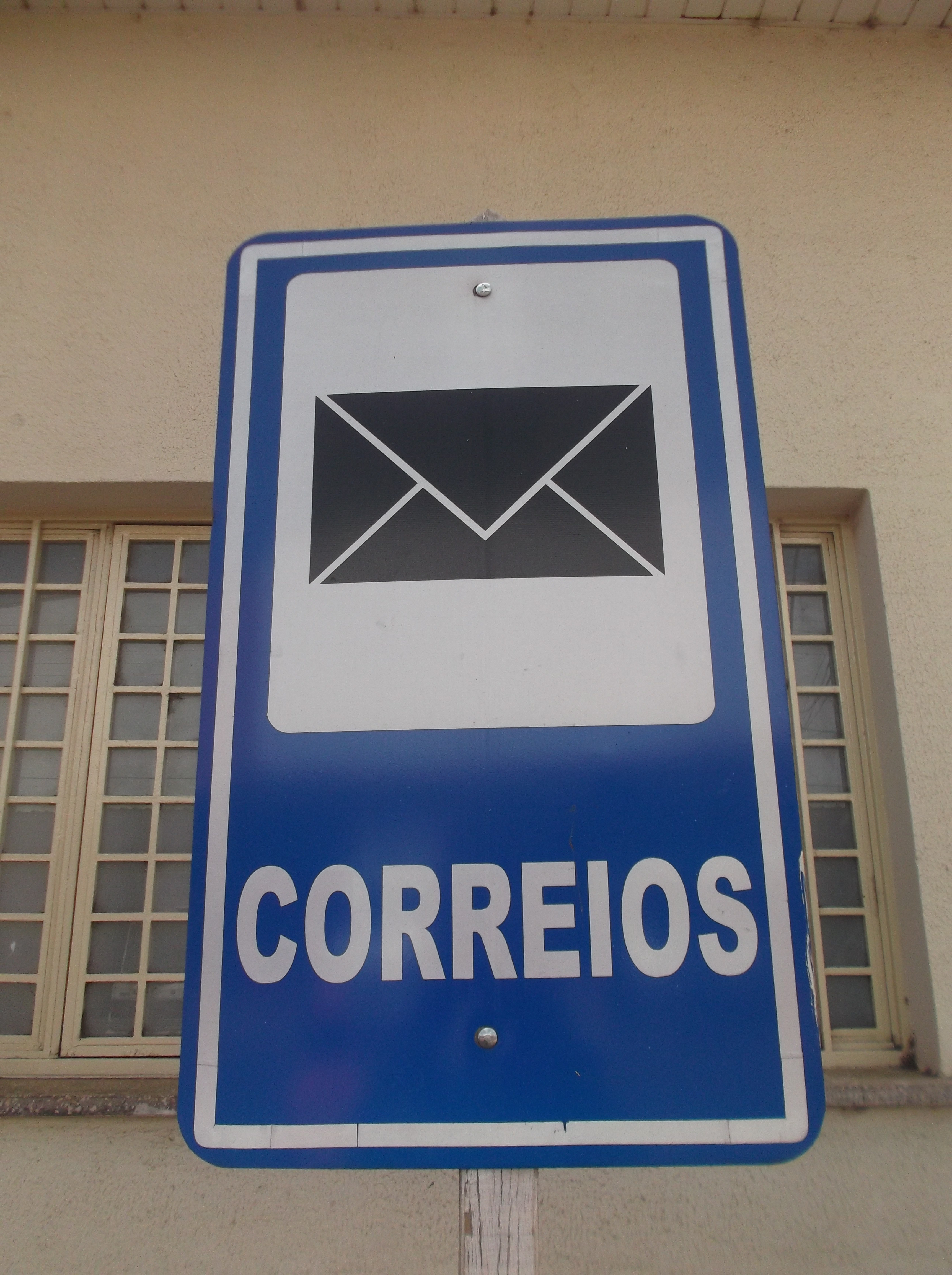
Placa indicativa de correio, de acordo com o CTB.

É composto por 22 capítulos e 341 artigos. Os capítulos são os seguintes:
1. Disposições Preliminares
2. Do Sistema Nacional de Trânsito
3. Das Normas Gerais de Circulação e Conduta
4. Da Condução de Veículos por Motoristas Profissionais (3-A.)
5. Dos Pedestres e Condutores de Veículos Não Motorizados
6. Do Cidadão
7. Da Educação para o Trânsito
8. Da Sinalização para o Trânsito
9. Da Engenharia de Tráfego, da Operação, da Fiscalização e do Policiamento Ostensivo
10. Dos veículos
11. Dos Veículos em Circulação Internacional
12. Do Registro de Veículos
13. Do Licenciamento
14. Da Condução de Escolares
15. Da Condução de Moto-Frete (13-A.)
16. Da Habilitação
17. Das Infrações
18. Das Penalidades
19. Das Medidas Administrativas
20. Do Processo Administrativo
21. Dos Crimes de Trânsito
22. Das Disposições Finais e Transitórias

## Punição para condução sob efeitos de álcool ou drogas
Desde 2012, qualquer concentração de álcool é passível das penalidades e medidas administrativas cabíveis, que incluem multa, recolhimento do documento de habilitação e retenção do veículo e a suspensão do direito de dirigir. As medidas valem também para quem se recusa a realizar teste do bafômetro ou exame clínico.
Em 2017, o Congresso Nacional aumentou as penas e penalidades para condutores sob efeitos de álcool ou drogas, com detenção de seis meses a três anos por conduzir veículo automotor com capacidade psicomotora alterada. Em caso de lesão corporal, a pena é detenção de seis meses a dois anos ou reclusão de dois a cinco anos se do crime resultar lesão corporal grave ou gravíssima. Nos casos de homicídio culposo, a pena é de cinco a oito anos de reclusão. O condutor ainda tem aplicada a suspensão ou proibição do direito de se obter nova habilitação.

## Autuação de pedestres e de ciclistas
O código traz punições para infrações de trânsito cometidas por pedestres e por ciclistas que serão autuados e a padronização atual dos procedimentos administrativos na lavratura de auto de infração, na expedição de notificação de autuação e de notificação de penalidades por infrações de responsabilidade de pedestres e de ciclistas.